# Mieren
Die Mieren (Minuartia) sind eine Pflanzengattung innerhalb der Familie der Nelkengewächse (Caryophyllaceae).

## Beschreibung

### Vegetative Merkmale
Bei Minuartia-Arten handelt es sich um einjährige bis ausdauernde krautige Pflanzen, seltener Halbsträucher. Die niederliegenden, aufsteigenden bis aufrechten Stängel stehen einzeln oder zu mehreren in einem Bestand zusammen und sind oft aufsteigend bis aufrecht verzweigt.
Ihre Laubblätter sind fast immer sehr schmal, linealisch oder schmal-lanzettlich mit ein oder drei Blattadern.

### Generative Merkmale
Die Blüten stehen einzeln oder in zymösen Blütenständen zusammen.
Die zwittrigen Blüten sind radiärsymmetrisch und fünfzählig mit doppelter Blütenhülle (Perianth). Die fünf meist trockenhäutigen Kelchblätter besitzen ein oder drei Nerven. Die fünf weißen, oder selten rötlichen Kronblätter sind am oberen Ende gerundet oder verschmälert, jedoch nicht ausgerandet oder gespalten. Es sind zwei Kreise mit je fünf Staubblättern vorhanden. Der einkammerige Fruchtknoten enthält viele Samenanlagen. Es sind drei Griffel vorhanden.
Die schmal-eiförmigen oder eiförmig-zylindrischen Kapselfrüchte öffnen sich mit drei Fruchtklappen. Die Samen sind ei-, nieren- oder diskusförmig.

### Chromosomensätze
Die Chromosomengrundzahlen betragen x = 7, 9, 10, 12, 13, 14, 15 oder 23.

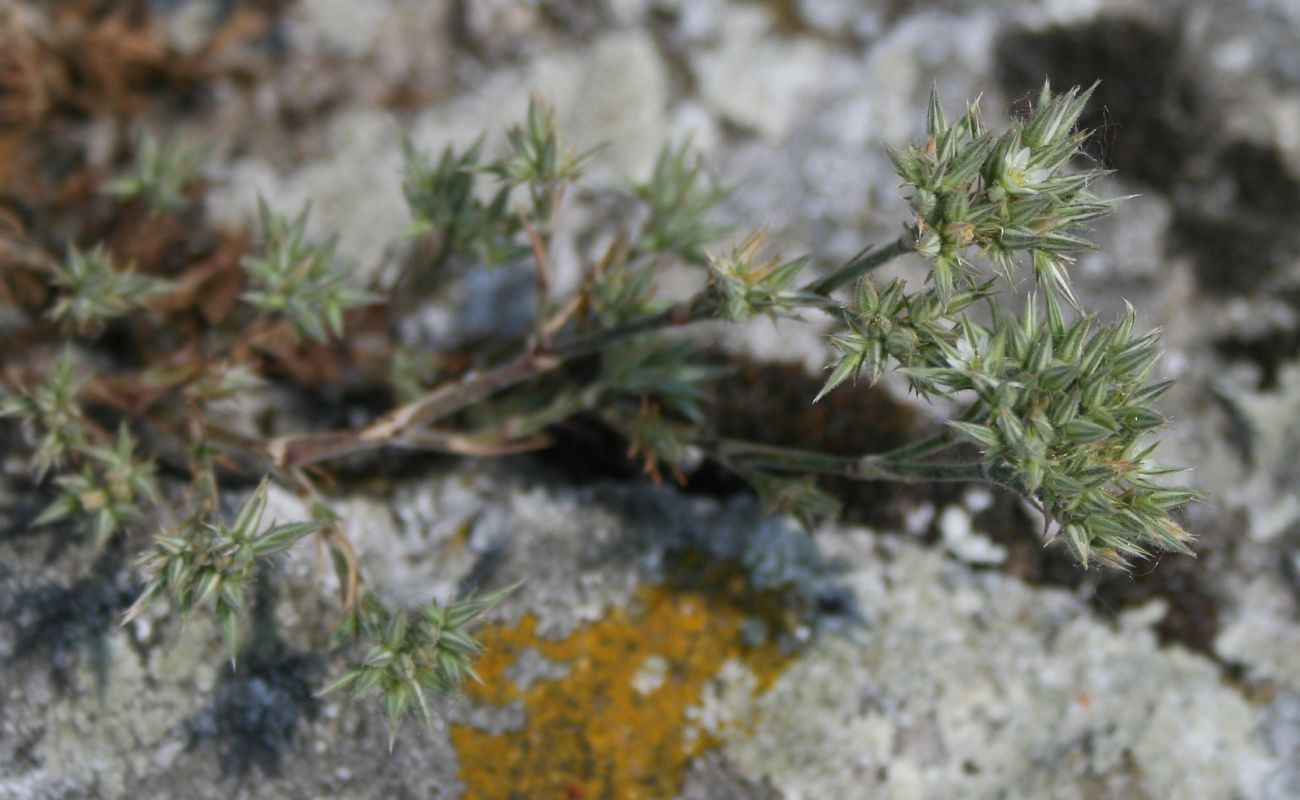
Minuartia glomerata

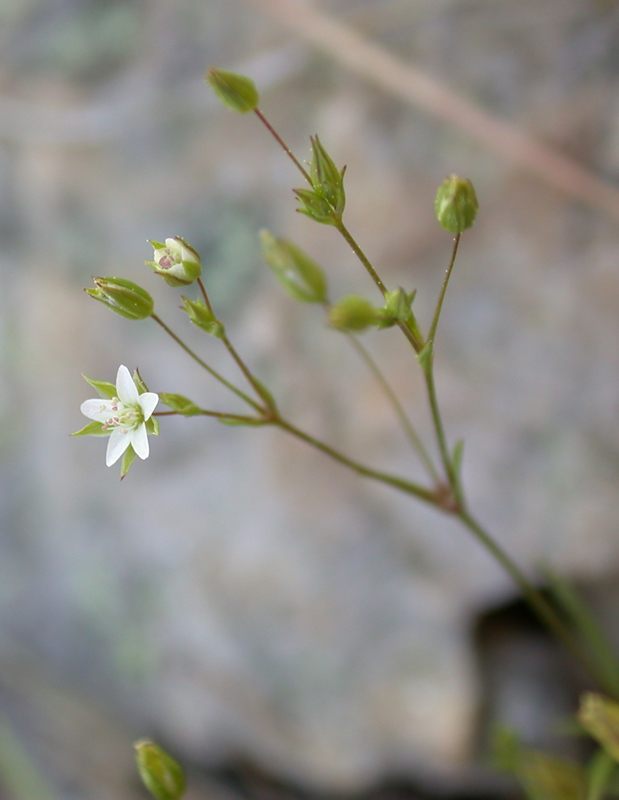
Feinblättrige Miere (Minuartia hybrida)

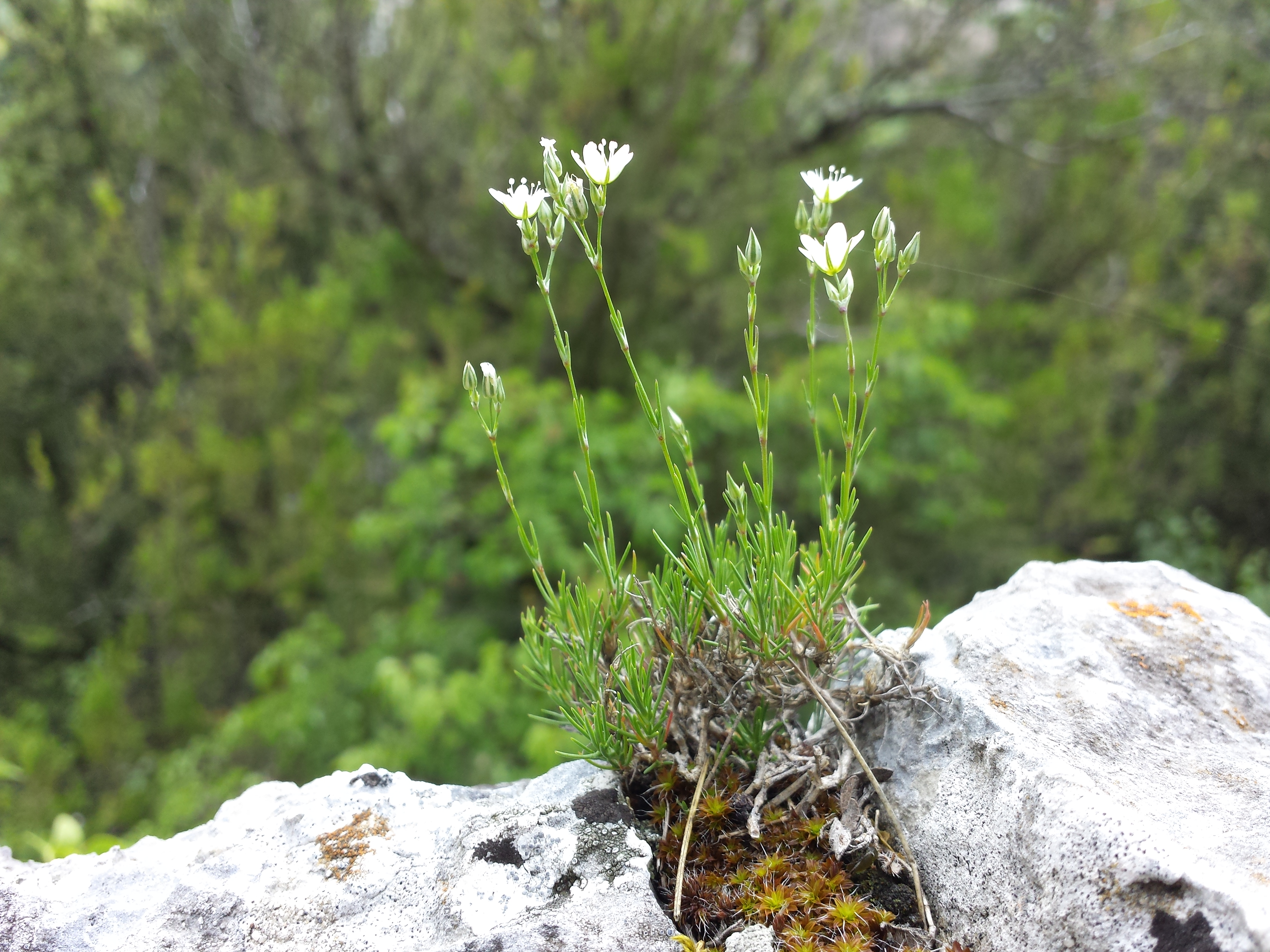
Borsten-Miere (Minuartia setacea)

## Vorkommen
Die Mieren-Arten kommen fast ausschließlich auf der Nordhalbkugel vor, und zwar von der Arktis bis in die subtropischen Gebiete. In den gemäßigten und wärmeren Gebieten sind sie von der collinen Höhenstufe bis in Höhenlagen von 3800 Meter anzutreffen (Zwerg-Miere). In Nordamerika kommen etwa 33 Arten vor. Eine Art kommt auch in Chile vor.

## Systematik
Der Gattungsname Minuartia wurde 1753 durch Carl von Linné in Species Plantarum, Tomus I, Seite 89–90 aufgestellt. Der Gattungsname Minuartia ehrt den spanischen Arzt und Botaniker Juan Minuart y Peretes (1693–1768). Typusart ist Minuartia dichotoma L. Synonyme für Minuartia L. sind: Alsinanthe (Fenzl) Rchb., Alsine Gaertn., Alsinopsis Small, Greniera J.Gay, Hymenella Moc. & Sessé, Lidia Á.Löve & D.Löve, Minuopsis W.A.Weber, Porsildia Á.Löve & D.Löve, Queria L., Rhodalsine J.Gay, Selleola Urb., Tryphane Rchb., Wierzbickia Rchb.
Die Gattung Minuartia gehört zur Tribus Alsineae innerhalb der Familie der Caryophyllaceae.
Die Gattung Minuartia enthält vor 2014 120 bis 175 Arten (hier eine Auswahl):
- Minuartia cumberlandensis (Wofford & Kral) McNeill: Sie kommt in den US-Bundesstaaten Kentucky sowie Tennessee vor.[1]
- Minuartia dichotoma L.: Sie kommt nur in Südspanien und Marokko vor.[5]
- Minuartia drummondii (Shinners) McNeill: Sie kommt in den US-Bundesstaaten Oklahoma, Arkansas, Louisiana sowie Texas vor.[1][4]
- Gekniete Miere (Minuartia geniculata (Poir.) Thell., Syn.: Rhodalsine geniculata (Poir.) F.N.Williams): Sie kommt ursprünglich in Marokko, Algerien, Tunesien, Libyen, Ägypten, Portugal, Spanien, auf den Balearen, auf der Sinai-Halbinsel, in Malta, Italien, auf Sizilien, Sardinien, Zypern und in Griechenland vor. Auf den Kanarischen Inseln ist die Ursprünglichkeit zweifelhaft.[5]
- Östliche Frühlings-Miere (Minuartia glaucina Dvořáková): Sie kommt in Österreich, Slowenien und der Slowakei vor.[5]
- Minuartia globulosa (Labill.) Schinz & Thell.: Sie kommt auf der Balkanhalbinsel, auf Inseln in der Ägäis, auf Zypern und in Vorderasien vor.[5]
- Minuartia glomerata (M. Bieb.) Degen: Sie kommt in Ungarn, Albanien, im früheren Jugoslawien, in Bulgarien, Rumänien, Moldawien, Nordmazedonien, Griechenland, in der Türkei und in der Ukraine vor.[5]
- Grasblättrige Miere (Minuartia graminifolia (Ard.) Jáv.): Sie kommt in Italien, auf Sizilien, auf der Balkanhalbinsel und in Rumänien vor.[4]
- Feinblättrige Miere (Minuartia hybrida (Vill.) Schischk.): Sie kommt in Europa, in Nordafrika und in West-, Zentral- und Südasien vor.[4]
- Krummblatt-Miere (Minuartia recurva (All.) Schinz & Thell.): Sie kommt in Süd-, Mittel- und Westeuropa (Irland) und in Vorderasien vor.[5]
- Geschnäbelte Miere (Minuartia rostrata (Pers.) Rchb., Syn.: Minuartia mutabilis (Lapeyr.) Schinz & Thell. ex Becherer): Sie kommt in Spanien, Frankreich, Italien und in der Schweiz vor.[5]
- Büschel-Miere (Minuartia rubra (Scop.) McNeill)
- Borsten-Miere (Minuartia setacea (Thuill.) Hayek): Sie kommt von Frankreich über Mittel- und Südosteuropa bis Vorderasien vor.[5]
- Minuartia tenella (J.Gay) Mattf.: Sie kommt im westlichen Nordamerika von British Columbia über Washington bis Oregon vor.[4]

Die Gattung Minuartia s. l. ist im bisherigen Umfang nicht monophyletisch. Deshalb hat man entsprechend molekulargenetischer Daten begonnen, Arten in andere Gattungen auszugliedern. Bei Dillenberger et al. 2014 wurden die Arten von Minuartia s. l. in elf Gattungen gestellt (Auswahl):
Bei Moore et al. 2017 beispielsweise etwa 17 Arten in die reaktivierte Gattung Cherleria L. (Syn.: Minuartia sect. Cherleria (L.) Mattf., Minuartia subsect. Cherleria (L.) McNeill):
- Minuartia arctica (Steven ex Ser.) Asch. & Graebn.: Sie kommt in Osteuropa, in Asien und Nordamerika vor.[4][1] → Cherleria arctica (Steven ex Ser.) A.J.Moore & Dillenb.[7]
- Zweiblüten-Miere oder Zweiblütige Miere (Minuartia biflora (L.) Schinz & Thell.): Sie kommt in Europa, Ostasien und Nordamerika vor.[4] → Cherleria biflora (L.) A.J.Moore & Dillenb.[7]
- Haarblättrige Miere (Minuartia capillacea (All.) Graebn.): Sie kommt in Frankreich, der Schweiz, Italien, Slowenien, Kroatien, Albanien und Rumänien vor.[5] → Cherleria capillacea (All.) A.J.Moore & Dillenb.[7]
- Karpaten-Miere (Minuartia langii (Reuss) Holub): Sie kommt in Österreich, Polen und Rumänien vor.[5] → Cherleria langii (G.Reuss) A.J.Moore & Dillenb.[7]
- Lärchennadel-Miere (Minuartia laricifolia (L.) Schinz & Thell.): Sie kommt in Frankreich, Spanien, Andorra, Italien, in der Schweiz, in Österreich, Polen, in der Slowakei und in Rumänien vor.[5] → Cherleria laricifolia (L.) Iamonico[7]
- Minuartia obtusiloba (Rydb.) House: Sie kommt in Nordamerika und in Kamtschatka vor.[4] → Cherleria obtusiloba (Rydb.) A.J.Moore & Dillenb.[7]
- Zwerg-Miere (Minuartia sedoides (L.) Hiern) → Cherleria sedoides L.[7]
- Minuartia wettsteinii Mattf.: Sie ist ein Endemit von Kreta. → Cherleria wettsteinii (Mattf.) A.J.Moore & Dillenb.[7]

Bei Dillenberger et al. 2015 wurden sechs bis etwa sieben Arten in die reaktivierte Gattung Facchinia Rchb. (Syn.:  Assoella J.M.Monts., Dufourea Gren., Schmidtia Sieber, Siebera Hoppe, Somerauera Hoppe) ausgegliedert:
- Minuartia cerastiifolia (Ramond ex DC.) Graebn. → Facchinia cerastiifolia (Ramond ex DC.) Dillenb. & Kadereit[8]
- Mannsschild-Miere (Minuartia cherlerioides (Hoppe) Bech.) → Facchinia cherlerioides (Sieber) Dillenb. & Kadereit[8]
- Grigna-Miere (Minuartia grignensis (Gren. & Godr.) Chenevard, Syn.: Minuartia grineensis (Gren. & Godr.) Mattf.) → Facchinia grignensis (Rchb.) Dillenb. & Kadereit[8]
- Minuartia herniarioides (Rion) H.E.Hess, Landolt & R.Hirzel → Facchinia herniarioides (Rion) Dillenb. & Kadereit[8]
- Minuartia lanceolata (All.) Mattf. (Syn.: Minuartia rupestris subsp. clementei (Huter) G.Halliday ex Greuter & Burdet) → Facchinia lanceolata (All.) Rchb.[8]
- Felsen-Miere (Minuartia rupestris (Scop.) Schinz & Thell.): Sie kommt in den Alpen von Frankreich, Italien, der Schweiz, Deutschland, Österreich und Slowenien vor.[5] → Facchinia rupestris (Scop.) Dillenb. & Kadereit[8]
- Minuartia paui (Willk. ex Herv.) Graebn. → Facchinia valentina (Pau) Dillenb. & Kadereit[8]

Sehr viele Arten wurden in die Gattung Sabulina Rchb. gestellt, die seit 2017 etwa 68 Arten enthält:
- Sabulina acutiflora (Fenzl ex Endl.) Dillenb. & Kadereit[6]
- Sabulina afghanica (Rech. f.) Dillenb. & Kadereit[6]
- Sabulina altoandina (Nicola & Pozner) Dillenb. & Kadereit[6]
- Sabulina armena (Schischk. ex Ikonn.) Dillenb. & Kadereit[6]
- Sabulina attica (Boiss. & Spruner) Dillenb. & Kadereit[6]
- Sabulina aucheriana (Boiss.) Dillenb. & Kadereit[6]
- Österreichische Miere (Minuartia austriaca (Jacq.) Hayek): Sie kommt in Deutschland, Österreich, in der Schweiz, Italien, Slowenien und Rumänien vor.[5] → Sabulina austriaca (Jacq.) Rchb.[6]
- Sabulina austromontana (S.J.Wolf & Packer) Dillenb. & Kadereit[6]
- Sabulina biebersteinii (Rupr.) Dillenb. & Kadereit[6]
- Sabulina bilykiana (Klokov) Dillenb. & Kadereit[6]
- Sabulina californica (A.Gray) Dillenb. & Kadereit[6]
- Sabulina chlorosciadia (Rech. f.) Dillenb. & Kadereit[6]
- Sabulina cismontana (Meinke & Zika) Dillenb. & Kadereit[6]
- Sabulina daralagexica (Schischk. ex Ikonn.) Dillenb. & Kadereit[6]
- Sabulina dawsonensis (Britton) Rydb.[6]
- Sabulina decandra (Rchb.) Dillenb. & Kadereit[6]
- Sabulina decumbens (T.W.Nelson & J.P.Nelson) Dillenb. & Kadereit[6]
- Sabulina douglasii (Fenzl ex Torr. & A.Gray) Dillenb. & Kadereit[6]
- Sabulina elegans (Cham. & Schltdl.) Dillenb. & Kadereit[6]
- Sabulina foliosa (Royle ex Edgew. & Hook. f.) Dillenb. & Kadereit[6]
- Sabulina fontinalis (Short & R.Peter) Dillenb. & Kadereit[6]
- Sabulina glandulosa (Boiss. & A.Huet) Dillenb. & Kadereit[6]
- Sabulina glaucina (Dvoráková) Dillenb. & Kadereit[6]
- Sabulina gracilipes (Kom.) Dillenb. & Kadereit[6]
- Sabulina gracilis (McNeill) Dillenb. & Kadereit[6]
- Sabulina helmii (Fisch. ex Ser.) Dillenb. & Kadereit[6]
- Sabulina howellii (S.Watson) Dillenb. & Kadereit[6]
- Sabulina jacutica (Schischk.) Dillenb. & Kadereit[6]
- Sabulina juniperina (L.) Dillenb. & Kadereit[6]
- Minuartia kashmirica (Edgew.) Mattf.: Sie kommt in Afghanistan, Pakistan, Indien, Nepal und Tibet vor.[4] → Sabulina kashmirica (Edgew.) Dillenb. & Kadereit[6]
- Sabulina khorassanica (Assadi & Mostafavi) Dillenb. & Kadereit[6]
- Sabulina kryloviana (Schischk.) Dillenb. & Kadereit[6]
- Sabulina lineata (Boiss.) Dillenb. & Kadereit[6]
- Sabulina litwinowii (Schischk.) Dillenb. & Kadereit[6]
- Sabulina macra (A.Nelson & J.F.Macbr.) Dillenb. & Kadereit[6]
- Sabulina macrantha (Rydb.) Dillenb. & Kadereit[6]
- Mittelmeer-Miere (Minuartia mediterranea (Ledeb.) K.Maly): Sie kommt in Südeuropa, Nordafrika und Vorderasien vor.[5] → Sabulina mediterranea (Ledeb. ex Link) Rchb.[6]
- Minuartia mesogitana (Boiss.) Hand.-Mazz.: Sie kommt nur in Südosteuropa und Vorderasien vor.[5] → Sabulina mesogitana (Boiss.) Dillenb. & Kadereit[6]
- Sabulina michauxii (Fenzl) Dillenb. & Kadereit[6]
- Sabulina nuristanica (Rech. f.) Dillenb. & Kadereit[6]
- Sabulina nuttallii (Pax) Dillenb. & Kadereit[6]
- Sabulina oxypetala (Wol.) Mosyakin & Fedor.[6]
- Sabulina pichleri (Boiss.) Dillenb. & Kadereit[6]
- Sabulina pseudohybrida (Klokov) Mosyakin & Fedor.[6]
- Sabulina pusilla (S.Watson) Dillenb. & Kadereit[6]
- Sabulina regeliana (Trautv.) Dillenb. & Kadereit[6]
- Sabulina rimarum (Boiss. & Balansa) Dillenb. & Kadereit[6]
- Sabulina rosei (Maguire & Barneby) Dillenb. & Kadereit[6]
- Sabulina rossii (R.Br. ex Richardson) Dillenb. & Kadereit[6]
- Sabulina rubella (Wahlenb.) Dillenb. & Kadereit[6]
- Sabulina sabalanica (Assadi & Mostafavi) Dillenb. & Kadereit[6]
- Sabulina stolonifera (T.W.Nelson & J.P.Nelson) Dillenb. & Kadereit[6]
- Steife Miere (Minuartia stricta (Sw.) Hiern): Eine arktisch-alpine Art, die bis ins 19. Jahrhundert als Eiszeitrelikt im Alpenvorland vorgekommen ist und 2004[9] bei Bad Hindelang wiederentdeckt wurde;[10][11] ihre Verbreitung reicht von Mitteleuropa, Nordengland, Nordeuropa, Nordasien bis Nordamerika und Grönland.[12] Sabulina stricta (Sw.) Rchb.[6]
- Sabulina sublineata (Rech. f.) Dillenb. & Kadereit[6]
- Sabulina subtilis (Fenzl) Dillenb. & Kadereit[6]
- Sabulina subuniflora (Albov) Dillenb. & Kadereit[6]
- Sabulina taurica (Steven) Dillenb. & Kadereit[6]
- Sabulina tenuifolia (L.) Rchb.[6]
- Sabulina thymifolia (Sm.) Dillenb. & Kadereit[6]
- Sabulina turcomanica (Schischk.) Dillenb. & Kadereit[6]
- Sabulina umbellulifera (Boiss. & Balansa) Dillenb. & Kadereit[6]
- Sabulina uralensis (Clerc) Dillenb. & Kadereit[6]
- Sabulina velenovskyi (Rohlena) Dillenb. & Kadereit[6]
- Gewöhnliche Frühlings-Miere (Minuartia verna (L.) Hiern): Ihre Verbreitung reicht von Eurasien bis Nordafrika. → Sabulina verna (L.) Rchb.: Es gibt mehrere Unterarten:[6]
  - Sabulina verna subsp. brevipetala (Hartvig & Å.Strid) Dillenb. & Kadereit[6]
  - Alpen-Frühlings-Miere (Minuartia gerardii (Willd.) Hayek)  → Sabulina verna subsp. gerardii (Willd.) Dillenb.[13]
  - Sabulina verna subsp. grandiflora (C.Presl) Dillenb. & Kadereit[6]
  - Galmei-Frühlings-Miere (Minuartia verna subsp. hercynica (Willk.) O.Schwarz) → Sabulina verna subsp. hercynica (Willk.) Dillenb. & Kadereit[6]
  - Sabulina verna subsp. kabylica (Pomel) Dillenb. & Kadereit[6]
  - Sabulina verna subsp. verna
- Sabulina villarii (Balb.) Rchb.[6]
- Klebrige Miere (Minuartia viscosa (Schreber) Schinz & Thell.): Ihre Verbreitung reicht von West- und Mitteleuropa (Dänemark, Südschweden)[14] bis Vorderasien. → Sabulina viscosa (Schreb.) Rchb.[6]

Etwa elf Arten wurden in die durch Dillenberger et al. 2014 neu aufgestellte Gattung Pseudocherleria Dillenb. & Kadereit ausgegliedert:
- Pseudocherleria aizoides (Boiss.) Dillenb. & Kadereit[6]
- Pseudocherleria brotheriana (Trautv.) Dillenb. & Kadereit[6]
- Pseudocherleria charadzeae (Lazkov) Dillenb. & Kadereit[6]
- Pseudocherleria colchica (Kharadze) Dillenb. & Kadereit[6]
- Pseudocherleria imbricata (C.A.Mey.) Dillenb. & Kadereit[6]
- Pseudocherleria inamoena (C.A.Mey.) Dillenb. & Kadereit[6]
- Pseudocherleria kurilensis (Ikonn. & Barkalov) Dillenb. & Kadereit[6]
- Pseudocherleria laricina (L.) Dillenb. & Kadereit[6]
- Pseudocherleria macrocarpa (Pursh) Dillenb. & Kadereit[6]
- Pseudocherleria pseudoimbricata (Lazkov) Dillenb. & Kadereit[6]
- Pseudocherleria rhodocalyx (Albov) Dillenb. & Kadereit[6]